# Бургенланд (район)
Бургенланд (нім. Burgenlandkreis) — район у Німеччині, у складі федеральної землі Саксонія-Ангальт. Адміністративний центр — місто Наумбург (Заале).

## Населення
Населення району становить 176 333 осіб (станом на 31 грудня 2021).

## Адміністративний поділ
Район складається з 26 міст і громад (нім. Gemeinden), об'єднаних у 5 об'єднань громад (нім. Verbandsgemeinden), а також 7 міст і громад, які до жодного об'єднання не входять.
Дані про населення наведені станом на 31 грудня 2021.
| Самостійні міста/громади: 1. Вайсенфельс (місто) (39745) 2. Гоенмельзен (місто) (9405) 3. Ельстерауе (7983) 4. Лютцен (місто) (8443) 5. Наумбург (Заале) (місто) (31815) 6. Тойхерн (місто) (7974) 7. Цайтц (місто) (27003) Об'єднань громад Зірочками (*) позначені центри об'єднань громад. - 1. Ан-дер-Фінне 1. Ан-дер-Постштрассе (1660) 2. Бад-Бібра (місто) * (2644) 3. Еккартсберга (місто) (2302) 4. Кайзерпфальц (1542) 5. Ланіц-Гассель-Таль (1050) 6. Фінне (1145) 7. Фіннеланд (1048) | - 2. Дройсігер-Цайтцер-Форст 1. Веттерцойбе (1710) 2. Гутенборн (1723) 3. Дройсіг * (1941) 4. Крецшау (2385) 5. Шнаудерталь (907) - 3. Унструтталь 1. Бальгштедт (1095) 2. Гляйна (1170) 3. Гозек (1016) 4. Карсдорф (1394) 5. Лауха-ан-дер-Унструт (місто) (2790) 6. Небра (місто) (2980) 7. Фрайбург (місто) * (4563) - 4. Ветауталь 1. Ветау (876) 2. Майневе (1032) 3. Мертендорф (1595) 4. Молауер-Ланд (1024) 5. Остерфельд (місто) * (2407) 6. Шенбург (1050) 7. Штесен (місто) (916) |